# Карл Эммануил II
Карл Эммануил II (итал. Carlo Emanuele II di Savoia; 20 июня 1634[…], Турин — 12 июня 1675[…], Турин) — герцог Савойский, князь Пьемонта, маркиз Салуццо, граф аостский, Мориана, Асти и Ницца, герцог Немурский и Гентский, король Армении, Кипра и Иерусалима в 1638—1675 годах.

## Биография
Карл Эммануил II был третьим сыном герцога Савойи Виктора Амадеуса I и его супруги, Кристины Французской. По материнской линии был внуком французского короля Генриха IV и его второй супруги, Марии Медичи.
В 1638 году он наследует трон Савойи после смерти своего старшего брата Франческо Гиацинта. В первом браке был женат на Франсуазе Орлеанской, во втором — на Марии-Джованне-Батисте Савойя-Немурской; во втором браке родился наследник престола, будущий король Сардинского королевства Виктор Амадей II. Воспитателем детей Карла Эммануила II при дворе был приглашён выдающийся учёный и писатель Эмануэле Тезауро.
Так как Карл Эммануил II весьма мало интересовался вопросами управления государством и проводил всё своё время в развлечениях, фактической правительницей Савойи являлась его мать, занимавшаяся всеми вопросами её внешней и внутренней политики. В этот период, в 1655 году, в Савойе произошло массовое преследование и истребление членов протестантской общины вальденсов.
Лишь после смерти матери в 1663 году Карл Эммануил принимает на себя управление страной. В своей политике выступал против возрастающего могущества своего соседа — Франции.
В 1672—1673 годах он вёл неудачную для Савойи войну с Генуэзской республикой с тем, чтобы получить выход в Лигурии к побережью Средиземного моря (Вторая савойско-генуэзская война).
Внутренняя политика Карла Эммануила была более успешной — по его указанию была расширена морская гавань Ниццы, возросла внешняя торговля герцогства, улучшилось состояние его финансов. Создал в Савойе постоянную армию, отказавшись от услуг наёмных войск, как это практиковалось в герцогстве ранее. По приказу Карла Эммануила через альпийские перевалы была проложена Chemin des Grottes des Échelles — дорога из Верхней Италии во Францию.

## Членство в Орденах
- Высший орден Святого Благовещения (Италия)
- Орден Святых Маврикия и Лазаря